# Яхмос (царица)
Яхмос — древнеегипетская царица из XVIII династии. Она была Великой царицей при третьем фараоне этой династии, Тутмосе I, а также матерью женщины-фараона Хатшепсут. Имя «Яхмос» переводится как «Рождённая луной».

## Семья

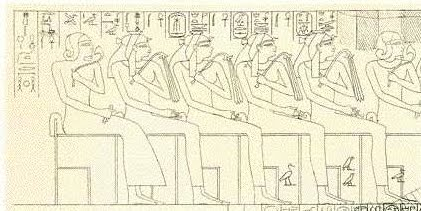
Принц Яхмос-Сипаир, неизвестная знатная дама, царица Яхмос, царица Турес и царица Яхмос-Хенуттамеху

Неизвестно, кто были отец и мать Яхмос. Было высказано предположение, что Яхмос была либо дочерью фараона Аменхотепа I, либо дочерью фараона Яхмоса I и, возможно, его сестры и жены одновременно Яхмос-Нефертари. Яхмос нигде не упоминается в качестве дочери фараона. Этот факт вызывает сомнения в этих теориях о царском происхождении Яхмос. Но она носила титул «Сестры фараона». Это может означать, что она была сестрой фараона Тутмоса I.
Яхмос носила целый ряд титулов: Наследная принцесса (iryt-p`t), Восхваляемая (wrt-hzwt), Госпожа великой любимой сладости (nebt-bnrt-‘3(t)-mrwt), Великая царская супруга, его возлюбленная (hmt-niswt-wrt meryt.f), Хозяйка радости (hnwt-ndjm-ib), Дама всех женщин (hnwt-hmwt-nbwt), Госпожа двух земель (hnwt-t3wy), Сподвижница Гора (zm3yt-hrw), Возлюбленная спутница Гора (zm3yt-hrw-mryt.f), Сестра царя (snt-niswt).
Яхмос была Великой царицей, женой фараона Тутмоса I. Она изображена в Дейр-эль-Бахри вместе с дочерью по имени Нефрубити. Яхмос была также матерью женщины-фараона Хатшепсут. Кроме того, возможно её сыновьями были принцы Аменмос и Уаджмос, но по другой версии они являются детьми Мутнофрет, другой жены Тутмоса I.